# Gomphaspidiotus cuculus
Gomphaspidiotus cuculus är en insektsart som först beskrevs av Green 1905.  Gomphaspidiotus cuculus ingår i släktet Gomphaspidiotus och familjen pansarsköldlöss.
Artens utbredningsområde är Sri Lanka. Inga underarter finns listade i Catalogue of Life.